# Централен универсален магазин
Централният универсален магазин, известен със съкращението си ЦУМ, е търговско-административна сграда в София, разположена на булевард „Княгиня Мария-Луиза“ № 2 в Центъра, район „Оборище“.
Строена в средата на 50-те години на XIX век като универсален магазин, през 2001 година сградата е реконструирана като съчетание на търговски център с административна част. ЦУМ има търговска площ от 19 000 m², разделена на 6 етажа, както и офисна част с площ от над 11 000 m² на 3 етажа. От 2004 година собственик на сградата е бизнесменът Георги Гергов, чрез предприятието „Централен универсален магазин“ АД. Към 2024 година голяма част от сградата не се използва.

## История
ЦУМ е част от комплекса „ЦУМ – Министерство на тежката промишленост“ (днешната сграда на Министерския съвет, арх. Коста Николов, завършен през 1956 г.), който формира северна страна на „Ларгото“ – построеният на мястото на унищожения от англо-американските бомбардировки 1943 – 1944 г. център на столицата, издържан по съветски модел в едромащабен сталинистки стил. Строен в 1949 – 1956 г. по одобрения в 1951 г. градоустройствен проект на архитектите Петър Ташев и Пантелей Греков. Той включва още – на изток, фокусът на композицията – сградата на Партийния дом (днес ползван от Народното събрание, арх. Пецо Златев, арх. Борис Шангов, интериори арх. Димитър Цолов, завършена в 1954 г.) ,предварително допълнена с мавзолея на Георги Димитров (арх. Георги Овчаров,  арх. Рачо Рибаров, арх. Иван Данчов, завършен 1949 г. и взривен през 1999 г.). От южната страна е комплекса: Министерство на електрификацията (после Държавен съвет до 1989 г., днес е Президентство – арх. Иван Данчов, завършен 1954 г.) – Хотел „Балкан“ (днес х-л „София Балкан Палас“ – арх. Димитър Цолов, завършен 1956 г.) и 7 етажната жилищна сграда с магазини „Детмаг“ на бул. Стамболийски (днес ул. „Съборна“ № 4, – арх. Георги Стойчев, открита на 7 ноември 1953 г.). Предвиденият от западната страна 14 етажен колос на Дома на съветите не е реализиран изобщо, много по-късно там е сложен единствено паметникът на Ленин, трябвало да е пред сградата на непостроения Дом на съветите. На мястото на този паметник от 28 декември 2000 г. се издига статуята на София, дело на сулптура Георги Чапкънов и арх. Станислав Константинов.
Сградата на ЦУМ е проектирана през 1956 г. от архитект Димитър Писинов и е завършена и открита в 1957 година. Общо 9-те етажа в сградата включват универсален магазин и канторска част. Дълго време е най-големият търговски център на Балканския полуостров. В него са монтирани първите ескалатори в България.
След приватизацията на сградата, приета доста нееднозначно от обществото и породила най-различни съмнения в пресата, се появява историята, че през войната в началото на 1940-те години синът на арх. Николов, студент в Германия, увлечен от левичарски идеи, след тормоз от полицията е убит от Гестапо, а трупът му следва да бъде изгорен. Арх. Николов успява с всичките си връзки да прибере останките на сина си в България. Запазва пръст от ръката на трагично загиналия си син и един от малкото оцелели кичури коса, като се зарича някой ден да посвети на младежа най-великото си произведение. В следващите години арх. Николов е сломен и почти неспособен да работи. Едва в средата на 1950-те години се връща към чертожната дъска с мегапроекта за центъра на София, по който работи Министерството на тежката промишленост (за днешната сграда на Министерския съвет в общ комплекс с ЦУМ). Именно там той решава да вгради останките на сина си. При реновирането на приватизирания Централен универсален магазин през лятото на 2001 г. екип от британски инженери открива зловещата находка в основите на сградата, поставена в тенекиена кутия откъм източния вход на сградата. Строителите решават да не местят останките на убитото момче и нареждат ремонтът да продължи около тях, без да ги засягат.
ЦУМ е основно реконструиран през 1986 година под ръководството на архитект Атанас Николов. След приватизацията на обекта завършва проект за обновяване и реконструкция на ЦУМ през 2001 г. който е осъществен от „Главболгарстрой“ под ръководството и наблюдението на британски екип.